# قرار مجلس الأمن التابع للأمم المتحدة رقم 2402
قرار مجلس الأمن التابع للأمم المتحدة رقم 2402، المتخذ بالأجماع في 26 فبراير 2018، جدد العقوبات المفروضة على اليمن والمتمثلة في حظر السفر وتجميد الأصول بموجب القرار رقم 2140، وحظر الأسلحة وفقا للقرار رقم 2216 على من يهدد السلام والأمن في اليمن حتى 26 فبراير 2019. كما مدد القرار، الذي قدمته روسيا، ولاية فريق الخبراء المعني باليمن حتى 28 مارس 2019.

## أنظر أيضا
- قائمة قرارات مجلس الأمن التابع للأمم المتحدة لعام 2018

## روابط خارجية
- نص القرار في موقع مجلس الأمن باللغة العربية